# Винну (Кастре)
Ви́нну (ест. Võnnu alevik) — селище в Естонії, у волості Кастре повіту Тартумаа.

## Населення
Чисельність населення на 31 грудня 2011 року становила 552 особи.

## Географія
Через селище проходить автошлях 22280 (Гаммасте — Разіна). Від населеного пункту починається дорога 22270 (Вана-Кастре — Кастре — Винну).

## Історія
До 24 жовтня 2017 року селище входило до складу волості Винну й було її адміністративним центром.

## Пам'ятки

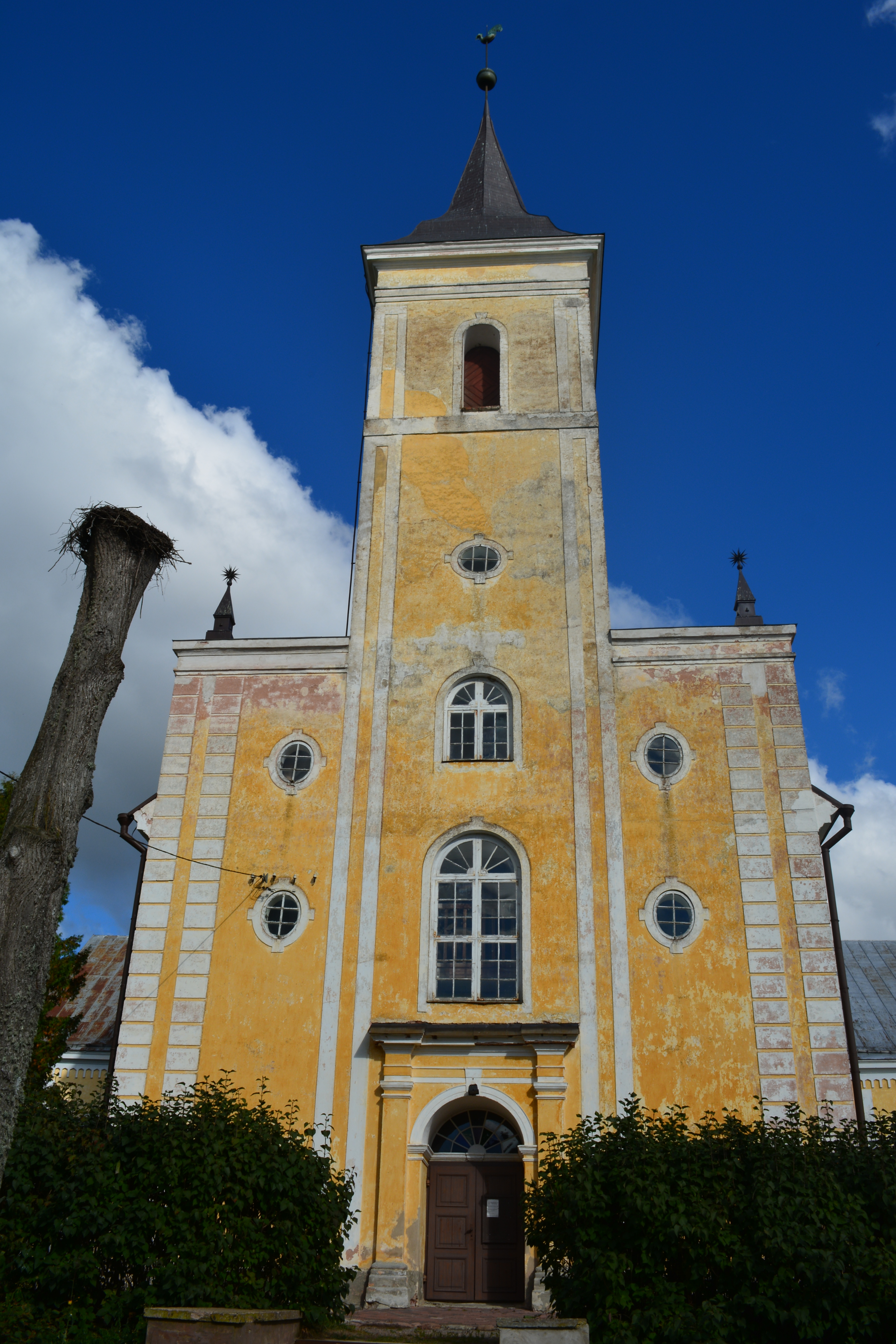
Кірха Святого Якоба

- Євангелічно-лютеранська кірха святого Якоба (Võnnu Jakobi kirik), пам'ятка архітектури[2]